# رأفت الهجان (رواية)
كتاب رأفت الهجان هو كتاب من تأليف الكاتب الراحل صالح مرسي، و هو كتاب يحكي قصة حياة الجاسوس المصري رفعت علي سليمان الجمال الذي دخل إسرائيل وصنع صداقات مع كبار رجال دولة إسرائيل مثل:موشي ديان وجولدا مائير، ويقول الكاتب في أول الكتاب ان اسم رافت الهجان ليس اسمه الحقيقي ولم يذكر اسم رفعت الجمال وقال أيضا ان اسم عزيز الجبالي هو اسم من خيال الكاتب ولم يذكر أيضا ان اسم عزيز الجبالي الحقيقي هو عبد العزيز الطودي، الذي توفي في عام 2004، و أيضا ذكر ان اسم محسن ممتاز هو اسم من نسج خياله، و لم يذكر ان اسمه الحقيقي هو اللواء عبد المحسن فايق، ويذكر أيضا الكاتب ان اسم رافت الهجان هو اسم اخترعه له الضابط عزيز الجبالي حين قابله الكاتب، و كان الكاتب قد كتب كتابا آخر باسم الحفار وهو كتاب عن عملية نفذها الضابط محمد نسيم الذي يرمز إليه الكاتب باسم نديم هاشم، و قال بعدها انه لن يكتب في الجاسوسية مرة أخرى، و لكن قابله أحد اصداقئه من االمخابرات العامة المصرية واخذ يلح عليه ان يعطيه ملف آخر من ملفات المخابرات، و اعطاه ملف رفعت الجمال ولكن الكاتب اهمله ولم يقرأه، و لكن في ليلة اخذه إلي حجرته وطالعه، و ازداد إعجابا بهذا الرجل الذي عرض عليه أحد أهم الأحزاب في إسرائيل ان يدخل الكنيست، و هذا يعني ان ثقتهم به بلا حدود، و قرر ان يقابل اللواء عبد المحسن فايق الذي رفض ان يعطيه أي معلومات، ثم قابل السيد عبد العزيز الطودي الذي افصح له عن الكثير من المعلومات، ثم اصدر كتاب رافت الهجان في عام 1987، و قد تم تحويل الكتاب إلي مسلسل تلفزيوني تحت نفس الاسم، من إخراج يحيي العلمي والحان عمار الشريعي، بطولة:محمود عبد العزيز، يسرا، يوسف شعبان.